# Clarksburg (Maryland)
Clarksburg é uma Região censo-designada localizada no estado americano de Maryland, no Condado de Montgomery.

## Demografia
Segundo o censo americano de 2000, a sua população era de 1834 habitantes.

## Geografia
De acordo com o United States Census Bureau tem uma área de 36,5 km², dos quais 35,8 km² cobertos por terra e 0,7 km² cobertos por água.

## Localidades na vizinhança
O diagrama seguinte representa as localidades num raio de 12 km ao redor de Clarksburg.